# Chữ viết Chăm
Chữ viết Chăm là hệ thống chữ viết để thể hiện tiếng Chăm, một ngôn ngữ thuộc ngữ hệ Nam Đảo. Cộng đồng người nói tiếng Chăm phân bố chủ yếu ở Việt Nam và Campuchia với 230.000 người.

## Lịch sử
Akhar Hayap là một trong những hệ thống chữ viết đầu tiên bắt nguồn từ chữ Brahmi ở Nam Ấn Độ khoảng năm 200. Bên cạnh đó, giống như tất cả các chữ viết thuộc nhóm ngôn ngữ Brahmi, Akhar Thrah ghi lại âm tiết (có chữ cái chỉ nguyên âm, nhưng các chữ cái ghi lại phụ âm có nguyên âm đi kèm luôn trong đó). Chữ này viết hàng ngang, từ trái sang phải như chữ Latinh.
Cộng đồng người Chăm ngày nay có hai nhóm cách biệt nhau, người Tây Chăm ở Campuchia và người Đông Chăm ở Việt Nam. Chữ viết Chăm ở hai nơi khác biệt nhau khá xa. Người Tây Chăm phần lớn theo đạo Hồi và ngày nay ưu chuộng dùng chữ Ả Rập. Người Đông Chăm ở Việt Nam chủ yếu theo đạo Hindu và vẫn sử dụng chữ viết riêng của họ. Trong thời gian Đông Dương là thuộc địa của Pháp, cả hai nhóm người Chăm đều bị buộc phải chuyển sang dùng ký tự Latin.

## Nguyên tắc

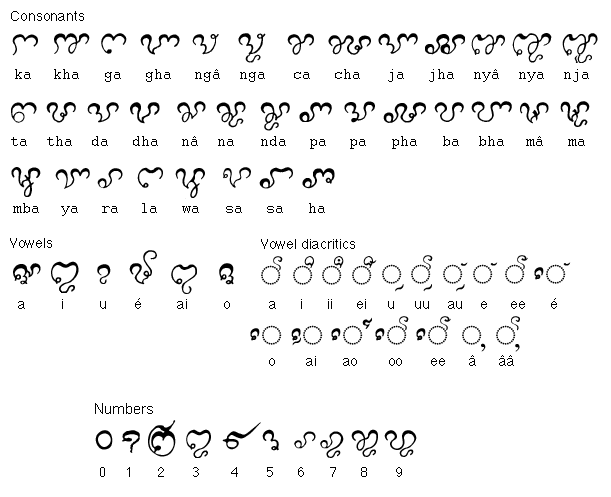
Consonants = phụ âm, vowels = nguyên âm, diacritics = dấu phụ, numbers = con số

Tương tự như các loại chữ abugida khác, các phụ âm trong tiếng Chăm có nguyên âm vốn có. Các dấu phụ của nguyên âm phụ thuộc được sử dụng để sửa đổi nguyên âm vốn có. Vì tiếng Chăm không có virama, nên các ký tự đặc biệt (phụ âm cuối) được sử dụng cho các phụ âm đuôi giống như các phụ âm chillu của chữ Malayalam.

Hầu hết các chữ cái phụ âm, chẳng hạn như [b], [t], hoặc [p], bao gồm một nguyên âm vốn có [a] mà không cần phải viết. Các âm ngắc mũi, [m], [n], [ɲ] và [ŋ] (hai chữ cái sau được phiên âm là ny (nh trong tiếng Việt) và ng trong bảng chữ cái Latinh) là những ngoại lệ, và có một nguyên âm vốn có [ɨ] (được phiên âm là â trong bảng chữ cái Latinh (ư trong tiếng Việt)). Một dấu phụ gọi là kai, không xảy ra với các phụ âm khác, được thêm vào bên dưới phụ âm ngắc mũi để viết nguyên âm [a].

Một từ tiếng Chăm có cấu trúc V (nguyên âm) hoặc CV (phụ âm - nguyên âm), ngoài âm cuối, còn có thể là CVC (phụ âm - nguyên âm - phụ âm). Có một số chữ cái phụ âm cuối trong chữ Chăm; các phụ âm khác chỉ kéo dài đuôi dài hơn ở phía bên phải để biểu thị sự vắng mặt của nguyên âm cuối.

| Bảng Unicode Chăm Official Unicode Consortium code chart Version 13.0 |   |   |   |   |   |   |   |   |   |   |   |   |   |   |   |   |
|                                                                       | 0 | 1 | 2 | 3 | 4 | 5 | 6 | 7 | 8 | 9 | A | B | C | D | E | F |
| U+AA0x                                                                | ꨀ | ꨁ | ꨂ | ꨃ | ꨄ | ꨅ | ꨆ | ꨇ | ꨈ | ꨉ | ꨊ | ꨋ | ꨌ | ꨍ | ꨎ | ꨏ |
| U+AA1x                                                                | ꨐ | ꨑ | ꨒ | ꨓ | ꨔ | ꨕ | ꨖ | ꨗ | ꨘ | ꨙ | ꨚ | ꨛ | ꨜ | ꨝ | ꨞ | ꨟ |
| U+AA2x                                                                | ꨠ | ꨡ | ꨢ | ꨣ | ꨤ | ꨥ | ꨦ | ꨧ | ꨨ | ꨩ  | ꨪ  | ꨫ  | ꨬ  | ꨭ  | ꨮ  | ꨯ  |
| U+AA3x                                                                | ꨰ  | ꨱ  | ꨲ  | ꨳ  | ꨴ  | ꨵ  | ꨶ  |   |   |   |   |   |   |   |   |   |
| U+AA4x                                                                | ꩀ | ꩁ | ꩂ | ꩃ  | ꩄ | ꩅ | ꩆ | ꩇ | ꩈ | ꩉ | ꩊ | ꩋ | ꩌ  | ꩍ  |   |   |
| U+AA5x                                                                | ꩐ | ꩑ | ꩒ | ꩓ | ꩔ | ꩕ | ꩖ | ꩗ | ꩘ | ꩙ |   |   | ꩜ | ꩝ | ꩞ | ꩟ |

### Phụ âm
| ka  | kha | ga  | gha | ngâ | nga | ca | cha | ja | jha | nyâ | nya |
| --- | --- | --- | --- | --- | --- | -- | --- | -- | --- | --- | --- |
| ꨆ   | ꨇ   | ꨈ   | ꨉ   | ꨊ   | ꨋ   | ꨌ  | ꨍ   | ꨎ  | ꨏ   | ꨐ   | ꨑ   |
| nja | ta  | tha | da  | dha | nâ  | na | nda | pa | pa  | pha | ba  |
| ꨒ   | ꨓ   | ꨔ   | ꨕ   | ꨖ   | ꨗ   | ꨘ  | ꨙ   | ꨚ  | ꨛ   | ꨜ   | ꨝ   |
| bha | mâ  | ma  | mba | ya  | ra  | la | wa  | ṣa | sa  | ha  |     |
| ꨞ   | ꨟ   | ꨠ   | ꨡ   | ꨢ   | ꨣ   | ꨤ  | ꨥ   | ꨦ  | ꨧ   | ꨨ   |     |

### Phụ âm đệm
|            | -ia   | -ra   | -la   | -ua   |
| ---------- | ----- | ----- | ----- | ----- |
| diacritics | ◌ꨳ     | ◌ꨴ     | ◌ꨵ     | ◌ꨶ     |
| examples   | ꨆꨳ kia | ꨆꨴ kra | ꨆꨵ kla | ꨆꨶ kua |

### Phụ âm cuối
Tiếng Chăm không sử dụng các virama để triệt tiêu các nguyên âm vốn có. Phụ âm cuối được biểu thị theo một trong ba cách: một chữ cái phụ âm cuối rõ ràng, một dấu phụ kết hợp hoặc bằng ꨥ.
| -k | -ng | -c | -t | -n | -p | -y | -r | -l | -w | -ṣ |
| -- | --- | -- | -- | -- | -- | -- | -- | -- | -- | -- |
| ꩀ  | ꩂ   | ꩄ  | ꩅ  | ꩆ  | ꩇ  | ꩈ  | ꩉ  | ꩊ  | ꨥ  | ꩋ  |

|                   | -ng | -m | -h |
| ----------------- | --- | -- | -- |
| diacritics        | ◌ꩃ   | ◌ꩌ  | ◌ꩍ  |
| shown with ꨌ (ca) | ꨌꩃ   | ꨌꩌ  | ꨌꩍ  |

### Nguyên âm độc lập
Sáu trong số các nguyên âm đứng đầu được ghi bằng các chữ cái duy nhất:
| a | i | u | é | ai | o |
| - | - | - | - | -- | - |
| ꨀ | ꨁ | ꨂ | ꨃ | ꨄ  | ꨅ |

### Nguyên âm phụ thuộc
Các nguyên âm đứng đầu khác được biểu diễn bằng cách thêm dấu phụ vào chữ ꨀ (a). Các dấu phụ giống nhau được sử dụng với các phụ âm để thay đổi nguyên âm có sẵn của chúng:
|                   | -ā | -i | -ī | -ei | -u  | -ū  | -e | -ē |     |
| ----------------- | -- | -- | -- | --- | --- | --- | -- | -- | --- |
| diacritics        | ◌ꨩ  | ◌ꨪ  | ◌ꨫ  | ◌ꨬ   | ◌ꨭ   | ◌ꨭꨩ   | ◌ꨮ  | ◌ꨮꨩ  |     |
| shown with ꨆ (ka) | ꨆꨩ  | ꨆꨪ  | ꨆꨫ  | ꨆꨬ   | ꨆꨭ   | ꨆꨭꨩ   | ꨆꨮ  | ꨆꨮꨩ  |     |
|                   | -é | -é | -o | -ō  | -ai | -ao | -â | -â | -au |
| diacritics        | ꨯꨮ   | ꨯꨮꨩ   | ꨯ   | ꨯꨩ    | ꨰ    | ꨯꨱ    | ◌ꨲ  | ◌ꨲꨩ  | ◌ꨮꨭ   |
| shown with ꨆ (ka) | ꨆꨯꨮ  | ꨆꨯꨮꨩ  | ꨆꨯ  | ꨆꨯꨩ   | ꨆꨰ   | ꨆꨯꨱ   | ꨆꨲ  | ꨆꨲꨩ  | ꨆꨮꨭ   |

### Số đếm
Tiếng Chăm có một bộ chữ số đặc biệt:
| Chữ số Ả Rập | 0       | 1    | 2     | 3      | 4      | 5       | 6     | 7        | 8            | 9            |
| ------------ | ------- | ---- | ----- | ------ | ------ | ------- | ----- | -------- | ------------ | ------------ |
| Chữ số Chăm  | ꩐       | ꩑    | ꩒     | ꩓      | ꩔      | ꩕       | ꩖     | ꩗        | ꩘            | ꩙            |
| Tên          | thaoh ꨔꨯꨱꩍ | sa ꨧ | dua ꨕꨶ | klau ꨆꨵꨮꨭ | pak ꨚꩀ | limâ ꨤꨪꨟ | nam ꨗꩌ | tajuh ꨓꨎꨭꩍ | dalapan ꨕꨤꨚꩆ | salapan ꨧꨤꨚꩆ |

## Phong hóa
Sakkarai dak rai patao (tiếng Pháp: Archives royales du Champa, tiếng Việt: Văn bản hành chính Panduranga, Biên niên kí chính phủ Panduranga) là nhan đề học giới đặt cho hợp tuyển các tài liệu của người Chăm giai đoạn cuối thế kỷ XVII đầu thế kỷ XVIII, được xác định xưa nhất và là dẫn liệu quan trọng để tiếp cận xã hội Champa trung đại.
Tập tài liệu dày hàng ngàn trang đã ở tình trạng cũ nát được một sĩ quan Pháp tên P. Villaume lượm được ở thôn La Vang của sắc tộc K'Ho (thuộc Lâm Đồng ngày nay) khoảng đầu thế kỷ XX, rồi bán lại cho các học giả kiếm lời. Trong các năm 1905-7, hai nghiên cứu gia H. Parmentier và E. Durand đã công bố loạt bài thuyết trình về những văn bản này trên tập san Viễn Đông bác cổ. Ngày nay, hợp tuyển được lưu trữ tại bảo tàng Société Asiatique de Paris và đã được số hóa vào năm 2009.
Các chuyên viên quốc tế tạm quy ước tên tập tài liệu này là Archives royales du Champa, sau được tiến sĩ Po Dharma dịch sang tiếng Chăm là Sakkarai dak rai patao, gồm 5227 trang, đa phần được soạn bằng Akhar thrah, nhưng kèm 825 văn bản Hán tự, có ấn triện của các hoàng đế từ Lê Dụ Tông tới Nguyễn Dực Tôn. Đồng thời, phần Hán văn chính là cứ liệu xác minh niên đại các đoạn kí, vì người Chăm dùng lịch 12 con giáp chứ không phải đế hiệu như người Kinh.
Tựu trung, đây là hợp tuyển những văn kiện hành chính, quan thuế, giao ước mua bán đất đai và cả hồ sơ kiện cáo, cùng số ít đề cập đến cổ sử - tuy không thực đáng tin. Riêng phần sử, tiến sĩ Po Dharma tạm chia ra hai thời kì tiền sử và chính sử, mốc là trước sau thế kỷ XII : Tiền sử hầu hết là hư cấu với những vua chúa hoặc sự kiện mang cốt cách huyền huyễn, nhưng chính sử cũng có không ít tình tiết hoang đường. Tuyển tập này được coi là dẫn liệu sinh động về lối hành văn của người Chăm hậu kì trung đại, đồng thời cung cấp cái nhìn bao quát về bối cảnh sống Champa giai đoạn tự chủ cuối cùng - tức thời kì Panduranga.

Cham-Homkar (Om) symbol

| Symbol | Name         | Function                                       |
| ------ | ------------ | ---------------------------------------------- |
| ꩜      | Spiral       | Mark the beginning of a section.               |
| ꩝      | Danda        | Text break                                     |
| ꩞      | Double Danda | Text break with progressive values of finality |
| ꩟      | Triple Danda | Text break with progressive values of finality |

### Cước chú
1. ↑  ꨀꨯꨱꩌ (U+AA00 & U+AA2F & U+AA31 & U+AA4C)

## Liên kết

### Tư liệu
- Đặt lại vấn đề biên niên sử Champa
- Nhận định bài viết của TS. T. T. Khánh về Trường Sa - Hoàng Sa trong tài liệu Chăm
- Lịch sử 33 năm cuối cùng của Champa Lưu trữ ngày 6 tháng 5 năm 2020 tại Wayback Machine
- Po Rome có phải giáo chủ ?
- Omniglot Entry on Cham
- more info on Cham alphabet (in Spanish)
- Brunelle's article
- Conservation of Cham language and script on Lauthara.org
- Western Cham Unicode